# California Science Center
Il California Science Center (conosciuto anche come California ScienCenter) è un museo scientifico situato nell'Exposition Park di Los Angeles. Fondato nel 1951, attualmente è finanziato da fondi pubblici e privati (dallo Stato della California e dalla California Science Center Foundation e rappresenta uno dei musei a carattere scientifico più importanti della West Coast.
Noto in precedenza come il museo della California della scienza e dell'industria, la struttura fu ristrutturata e riorganizzata nel 1998 e in seguito a tale operazione assunse la denominazione attuale.
Il museo ospita un cinema IMAX, la Sketch Foundation Gallery, una esibizione di oggetti legati all'ambito aerospaziale e lo Science Center.
Il museo ospita lo Space Shuttle Endeavour, che è esposto in un apposito padiglione a partire dal 30 ottobre 2012.